# Hills and Dales (Kentucky)
Hills and Dales è un comune degli Stati Uniti d'America, situato nello Stato del Kentucky, nella contea di Jefferson.